# Papaver minus
Papaver minus (syn. Closterandra minor) — вид квіткових рослин з родини макових (Papaveraceae).

## Опис
Однорічна сіра рослина 7—15(20) см заввишки. Стебло міцне, прямовисне кругле, покрите разом з квітконосами притиснутими білими щетинками, просте чи з небагатьма прямовисними гілками. Листки невеликі, трохи щетинисто-волосисті, нижні на щетинистих ніжках, з довгастою в обрисі, перисто-розсіченою пластинкою, сегменти якої довгасто-лінійні, тупувато-зубчасті або перисто-надрізані на дрібні частки, з загорнутими краями, на верхівці з щетинкою. Стеблові листки нечисленні, трироздільні, кожен сегмент перисто-розсічений на лінійні частки, краї яких загорнуті вниз. Квітконоси міцні, прямі. Пелюстки темно-червоні, з чорною плямою при основі 10—15 мм завдовжки, обернено-яйцювато-довгасті. Коробочка довгасто-циліндрична або циліндрична, 10—18 × 3—3.5 мм, укрита напіввіддаленими чи віддаленими білими, при основі конічно-розширеними щетинками.

## Поширення
Росте на півдні Європи (Крим (Україна), Північний Кавказ), на заході Азії (Південний Кавказ, Кіпр, Іран, Ірак, Ліван-Сирія, Туреччина).